# هاواردين (ساسكاتشوان)
هاواردين (بالإنجليزية: Hawarden, Saskatchewan)‏ هي قرية تقع في كندا في ساسكاتشوان. يقدر عدد سكانها بـ 50 نسمة ومساحتها 1.24 كم2 .